# Дикая природа Мадагаскара

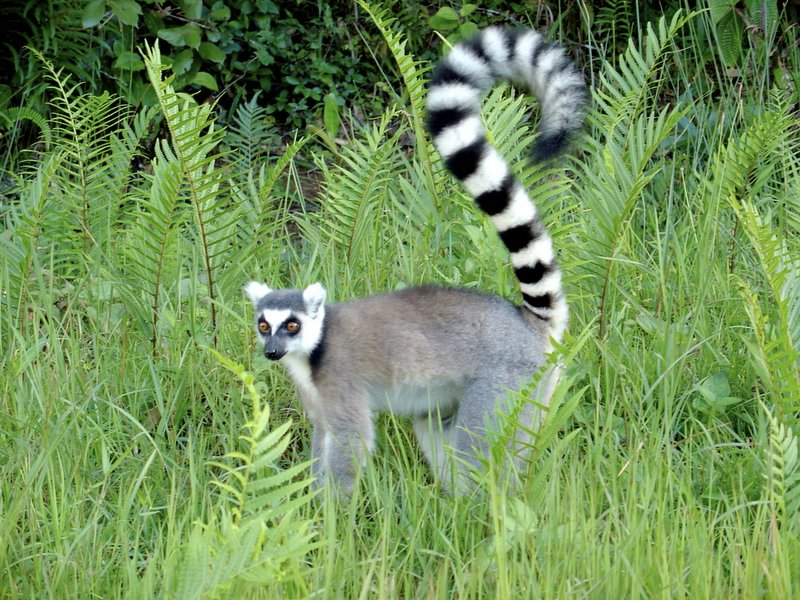
Кошачий лемур или кольцехвостый лемур (Lemur catta) — наиболее известный из многочисленных видов лемуров на Мадагаскаре.

Состав дикой природы Мадагаскара отражает тот факт, что остров был изолирован около 88 миллионов лет. Доисторический распад суперконтинента Гондвана приблизительно 135 миллионов лет назад отделил континентальную массу современных Мадагаскара, Антарктиды и Индии от земель Африки и Южной Америки. Мадагаскар позже откололся от Индии около 88 миллионов лет назад, что позволило флоре и фауне острова развиваться в относительной изоляции.
Вследствие продолжительной изоляции острова от соседних континентов Мадагаскар стал родиной большого числа растений и животных, которых невозможно найти в других местах Земли. Приблизительно 90 процентов всех видов растений и животных, обнаруженных на Мадагаскаре, являются эндемиками, включая лемуров (подотряд мокроносых приматов), хищную фоссу и многих птиц. Такая самобытная экология привела к тому, что некоторые учёные называют Мадагаскар «восьмым континентом», а Международное общество сохранения природы классифицирует остров как место обильного биоразнообразия.

## Фауна

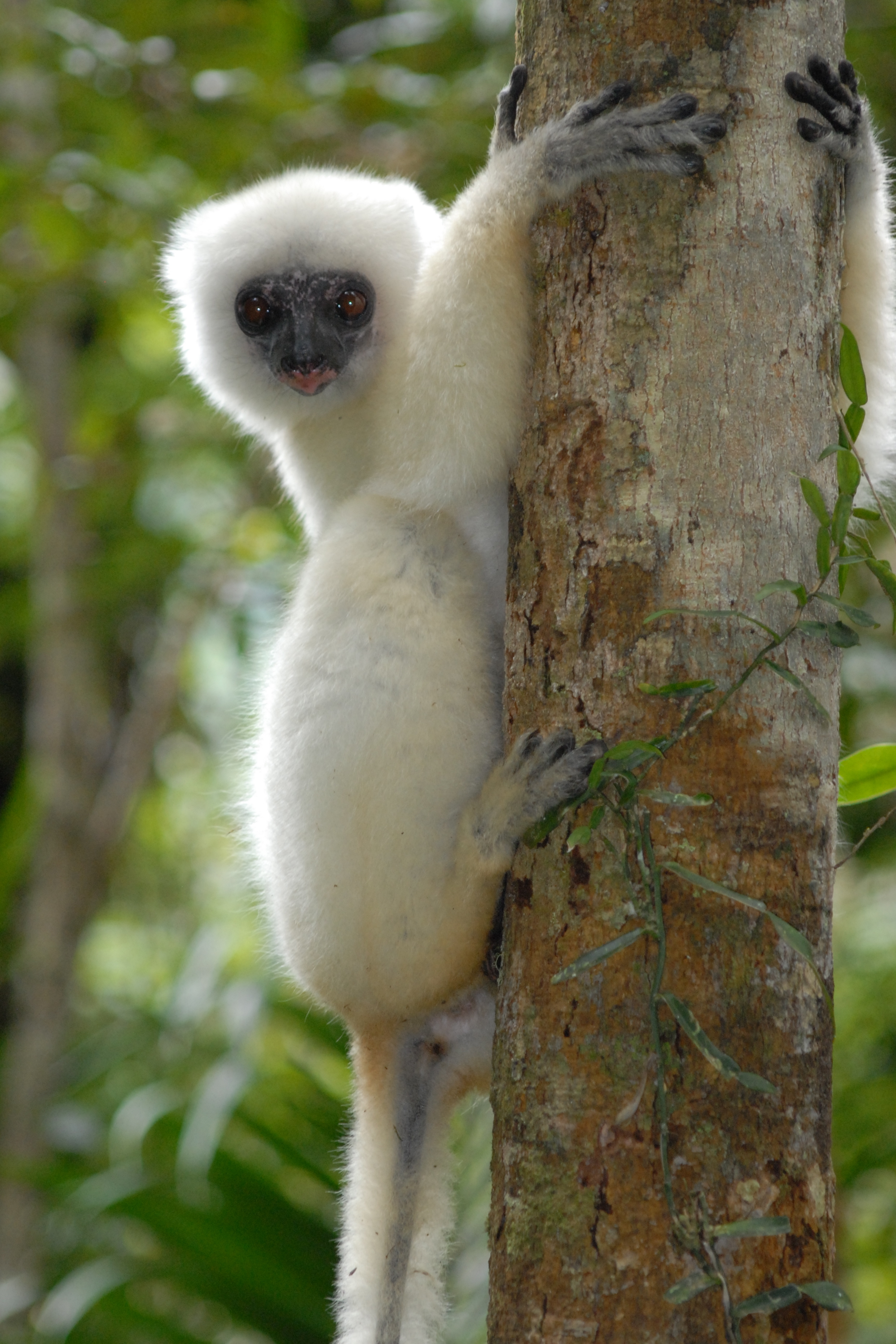
Propithecus candidus — это один из свыше 100 известных видов и подвидов лемура, которые водятся лишь на Мадагаскаре

Изоляция Мадагаскара от других участков суши в течение всей кайнозойской эры привела к эволюции большой части эндемичных видов животных и отсутствия многих таксонов, обнаруженных на соседних континентах. Некоторые из мадагаскарских животных представляют родословную, которая существует со времён распада Гондваны, тогда как много других, в том числе все нелетающие автохтонные млекопитающие, потомки предков, выживших после редкого пересечения моря на плавающей растительности (см. Океаническое расселение животных) или переплывания из Африки (вероятно, благодаря течениям). По состоянию на 2012 год на острове более 200 существующих видов млекопитающих, в том числе свыше 100 видов лемуров, около 300 видов птиц, свыше 260 видов пресмыкающихся и по меньшей мере 266 видов земноводных. На острове также представлена богатая фауна беспозвоночных, включая дождевых червей, насекомых, пауков и неморских моллюсков.
Международное общество сохранения природы признало лемуров «ключевой группой млекопитающих Мадагаскара». За отсутствием мартышек и других соперников, эти приматы приспособились к различным местам проживания и разделились на многочисленные виды. По состоянию на 2012 год официально было зарегистрировано 103 вида и подвида лемура, 39 из которых были описаны зоологами в период с 2000 по 2008 год. Почти все они классифицируются как редкие, уязвимые или под угрозой исчезновения. С момента прибытия людей на Мадагаскар по крайней мере 17 видов лемура вымерли; все они были большими, чем те виды лемуров, которые выжили.
Ряд других млекопитающих, включая кошкоподобную фоссу, являются эндемичными для Мадагаскара. На острове было зарегистрировано свыше 300 видов птиц, из которых более 60 процентов (включая четыре семейства и 42 рода) — эндемики. Несколько семейств и родов пресмыкающихся, прибывших на Мадагаскар, разделились на более чем 260 видов, из них свыше 90 % являются эндемиками (включая одно эндемичное семейство). На острове проживает две трети от мировых видов хамелеонов, включая наименее известные, поэтому исследователи допускают, что Мадагаскар может быть местом происхождения всех хамелеонов.
Эндемичные рыбы Мадагаскара разделены на два семейства, 15 родов и свыше 100 видов, которые в основном обитают в пресноводных озёрах и реках острова. Несмотря на то, что беспозвоночные остаются слабо изученными на Мадагаскаре, исследователи обнаружили высокие показатели эндемизма среди известных видов. Все 651 вид наземных улиток на острове — эндемичны, как и большинство бабочек, пластинчатоусых, сетчатокрылых, пауков и стрекоз.

## Флора

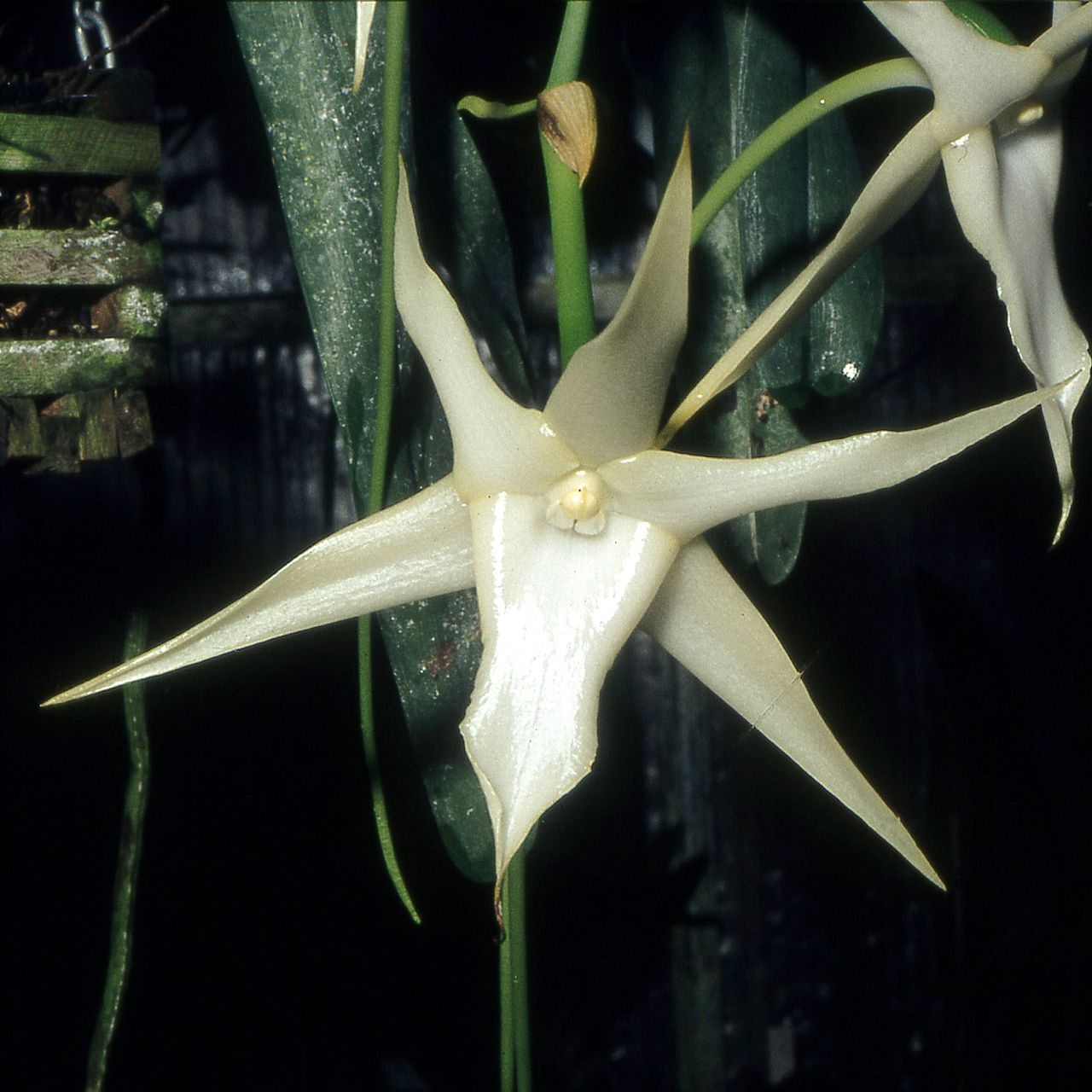
Angraecum sesquipedale. Цветы этой орхидеи имеют очень длинные шипы и опыляются видом бражников благодаря хоботку соответствующей длины.

Более 80 процентов от 14883 видов растений на Мадагаскаре, в том числе пять семейств растений, не растут нигде больше в мире. Существует несколько эндемичных семейств, включая Asteropeia, Sarcolaenaceae и Sphaerosepalaceae. Ранее влажная восточная часть острова была покрыта тропическим лесом со многими пальмами, папоротниками и бамбуком, сейчас — значительная часть этого леса уничтожена деятельностью человека. На западе распространились сухие широколиственные леса с многими видами лиан и господствующими деревьями территории — тамариндом и баобабом. Субгумидные леса ранее покрывали большую часть центрального плато, но сейчас доминирующей экосистемой здесь являются травянистые сообщества. Родина дидиереевых, включающих четыре рода и 11 видов, ограничивается лишь колючими лесами северо-западного Мадагаскара.
Четыре пятых мировых видов пахиподиума эндемичны для острова. Три четверти из 860 видов орхидей на Мадагаскаре растут только здесь, как и шесть восьмых видов баобаба в мире. На острове растут около 170 видов пальмы, в три раза больше, чем по всей материковой Африке; 165 из них — эндемичные.
Много местных видов растений используются в качестве растительных лекарств от различных заболеваний. Препараты винбластин и винкристин, использующиеся для лечения болезни Ходжкина, лейкемии и других видов рака, были получены из Catharanthus. Дерево путешественников, являющееся эндемичным для восточных лесов, — очень символичное для Мадагаскара. Дерево присутствует на национальном гербе, а также на логотипе авиалинии Air Madagascar.

## Проблемы экологии
Разнообразная фауна и флора Мадагаскара под угрозой из-за антропогенной активности. С момента прибытия людей примерно 2350 лет назад, Мадагаскар потерял более 90 процентов своего первичного леса.
Эта потеря леса в значительной мере порождается традиционным подсечной системой земледелия, которую завезли на Мадагаскар ранние поселенцы. Малагасийские фермеры используют и увековечивают такую практику не только за её практические преимущества как техники земледелия, но и из-за культурных ассоциаций с благосостоянием, здоровьем и обычая уважать предков.
С увеличением численности населения на острове около 1 400 лет назад начала ускоряться вырубка лесов. До XVI века первичные леса центрального высокогорья были в значительной мере уничтожены. Более поздними факторами потери лесного покрова стали рост количества крупного рогатого скота со времён их ввоза на остров около 1000 лет назад, постоянное использование древесного угля в качестве топлива для приготовления пищи и увеличение значения кофе как товарной культуры за прошедшее столетие. По консервативной оценке, около 40 % первичного лесного покрова острова было утрачено с 1950-х до 2000-х годов, а количество остатков леса уменьшилось на 80 процентов.
Кроме традиционной земледельческой практики, сохранение дикой природы сталкивается с незаконной вырубкой природоохранных лесов, а также государственным санкционированием вырубки ценных пород деревьев в национальных парках. Несмотря на запрет тогдашним президентом Марком Равалуманана с 2000 по 2009 годы вырубки ценных пород деревьев в национальных парках, в январе 2009 года вырубка небольших партий была возобновлена, а с приходом к власти Андри Радзуэлина резко возросла как ключевой источник государственного дохода с целью компенсировать сокращение международной донорской поддержки после отставки Роваломанана. Предполагается, что к 2025 году все дождевые леса острова, кроме охранных территорий и крутых горных склонов на востоке, будут уничтожены.
Уничтожение природной среды и охота вызвали угрозу многим мадагаскарским эндемичным видам или привели к их вымиранию. Эпиорнисовые, семейство эндемичных гигантских нелетающих птиц, вымерли в XVII веке или раньше вероятнее всего из-за охоты людей на взрослых птиц и изъятия из гнёзд их крупных яиц для употребления в пищу. Прежде многочисленный вид гигантских лемуров исчез с прибытием поселенцев на остров, а другие виды начали вымирать в течение столетий через возрастающую численность населения, что усиливает давление на среду обитания лемуров и увеличивает уровень охоты на лемуров для продовольствия.
Оценка в июле 2012 года показала, что эксплуатация природных ресурсов с момента государственного переворота 2009 года имела серьёзные последствия для дикой природы острова: 90 процентам видов лемура угрожало вымирание, больше чем какой-либо другой группе млекопитающих. Из них 23 вида были на грани вымирания. В то же время предварительное исследования 2008 года показало, что только 38 процентов видов лемура находятся под угрозой исчезновения.

### Охрана природы

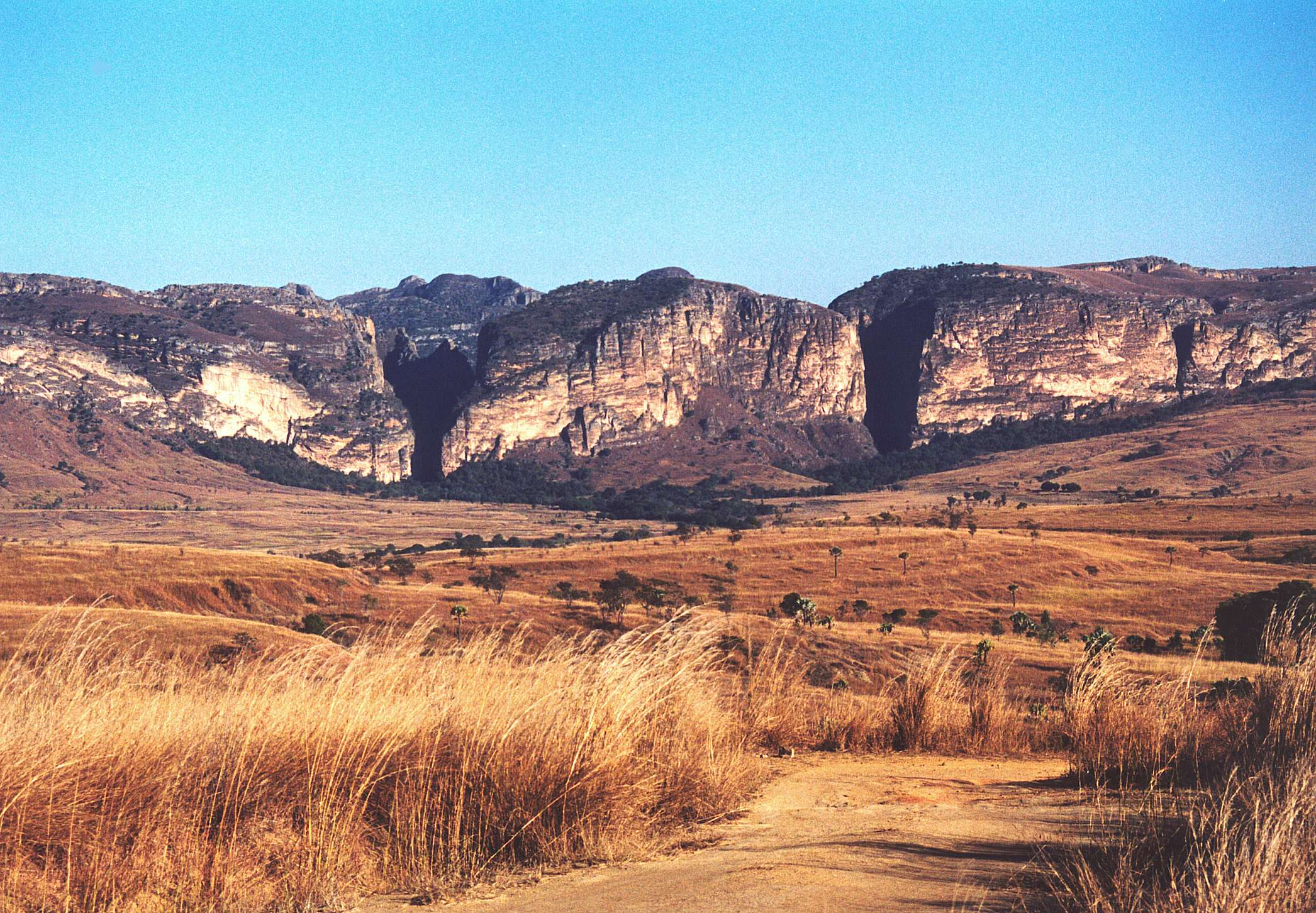
Национальный парк Исалу.

В 2003 году Раваломанана на Мировом конгрессе, посвящённом проблемам парков, обнародовал проект Durban Vision, который имел целью втрое увеличить общую природоохранную территорию острова до более чем 60 000 км2, то есть 10 процентов от площади Мадагаскара. С 2011 года территории, которые охраняются государством, включают пять заповедников строгого режима (Réserves Naturelles Intégrales), 21 заповедник дикой флоры и фауны (Reserves Spéciales) и 21 национальный парк (Parcs Nationaux). В 2007 году шесть национальных парков были добавлены в список объектов всемирного наследия ЮНЕСКО под названиями Влажные тропические леса Ацинананы. Это парки Марудзедзи, Масуала, Ранумафана, Захамена, Андухахела и Андрингитра.
С целью повышения гражданской осведомлённости об экологических проблемах Мадагаскара при содействии Общества охраны природы в июне 2008 года в Бронксском зоопарке в Нью-Йорке был открыт экспонат под названием «Мадагаскар!».

### Исследования
Текущие исследования на Мадагаскаре и островах Западного Индийского океана публикуются в мадагаскарском журнале открытого доступа «Madagascar Conservation & Development» по инициативе Миссурийского ботанического сада, программы исследований и охраны природы Мадагаскара и Института и Музея антропологии при Цюрихском университете.